# Más allá del invierno
Más allá del invierno es una novela que combina elementos autobiográficos y fantásticos de la autora chilena, Isabel Allende.
Publicada en 2017, tiene como escenario la ciudad de Nueva York, más precisamente el barrio de Brooklyn donde los tres personajes principales: Lucía Maraz, Richard Bowmaster y Evelyn Ortega vivirán una historia que trascenderá el frío invierno que les tocará compartir.
El inicio de esta historia está signado por las palabras que el escritor francés Albert Camus en su obra de 1952 postula: "En el medio del invierno aprendí por fin que había en mi un verano invencible".
La autora señala que esta novela nace una mañana de Navidad del año 2015 en Brooklyn. Reunidos en torno de un café junto con su hijo Nicolás, su nuera Lori y otros allegados, la audiencia la interpela sobre la temática de su próxima obra que acostumbra a iniciar a escribir cada ocho de enero. Esta tradición Isabel Allende la ha mantenido a lo largo de treinta y cinco años.
En el proceso creativo de la historia, Isabel Allende destaca que Roger Cukaras fue la inspiración para el romance de la pareja madura de Lucía y Richard.

## Reseña
Esta novela narra las peripecias que vive Lucía Meraz en Nueva York, una culta mujer chilena de edad madura que vive en el sótano de un prestigioso profesor de universidad llamado Richard Bowmaster quien es el propietario de un apartamento en Prospect Heights,  Brooklyn.
Una fría noche invernal, Richard sufre un accidente que cambiará el transcurso de sus vidas para siempre.
Este hecho introduce un nuevo personaje a la historia, una joven guatemalteca llamada Evelyn Ortega quien trae consigo una dura realidad.
Los personajes conformarán un trío tan simpático como polifacético que deleitarán al lector con sus ocurrencias llevándolo desde la emoción a la risa.
La novela consta de capítulos consagrados a personajes de la historia que nos permiten construir su identidad, su perfil psicológico y comprender su complejidad.
Los personajes, a través de su riqueza, sus diferencias y sus vivencias permiten abordar diferentes temáticas de la actualidad que preocupan a la escritora: la migración y sobre todo la ilegal que conduce a los seres humanos a vulnerar sus derechos en pos de mejorar su calidad de vida, la realidad de miles de trabajadores  americanos que en la clandestinidad ganan su salario.
La obra está compuesta de capítulos que llevan por título el nombre de uno de los protagonistas de la historia o varios de ellos.
El primer capítulo se denomina "Lucía" como su personaje principal y se desarrolla en Brooklyn. En él encontramos la presentación cronológica, ya que nos situamos a finales del año 2015 y una temporal ya que se describe el lugar donde reside la protagonista de la historia, una mujer chilena poco acostumbrada al frío de la ciudad.

## Lucía Maraz
Lucía Maraz es el personaje central de esta novela, una mujer sensible, que busca la felicidad en pequeñas cosas, como en su perro Marcelo, un chihuahua sensible e incondicional que la acompañará en sus aventuras por el frío invierno neoyorquino. 
Es profesora universitaria, integra el Centro de Estudios latinoamericanos y del Caribe de la Universidad de Nueva York.
A lo largo de la historia, la vida de Lucía se devela, las piezas de un gran puzle se van ensamblando.

## Richard Bowmaster
Richard Bowmaster es un profesor universitario, intelectual y muy tímido, amante del piano. Es el dueño del sótano en el que habita Lucía y además es su jefe en la Universidad de Nueva York, donde ambos trabajan.
Um, Dois, Tres y Quatro son sus gatos que decidió adoptar para cazar ratones.
Luego de una vida apasionada en Brasil y de sufrir una grave pérdida, su amigo de la infancia le da la posibilidad de asentarse en Nueva York y desempeñarse como profesor.